# Mantle Hood
Mantle Hood o Ki Mantle Hood (Springfield, Illinois, 24 de juny de 1918 - Ellicott City, Maryland, 31 de juliol de 2005) és un etnomusicòleg, compositor i realitzador estatunidenc.
Hood va néixer a Springfield, Illinois, però, cap als anys trenta, després de morir el seu pare, es va traslladar a Los Angeles amb la seva mare. Allà va aprendre a tocar piano primer, i després el saxofon, però en aquell moment no aspirava a una carrera musical. Després d'acabar l'escola secundària, va treballar en diverses feines, com a delineant a McDonnell Douglas. També va tocar el saxo en bandes de jazz. Després de servir a l'exèrcit durant la Segona Guerra Mundial, el 1945 va tornar a Los Angeles. Després d'un fals començament com a estudiant en agricultura a la UCLA, va trobar la seva veritable vocació.
Va estudiar música a la Universitat de Califòrnia a Los Angeles (UCLA), i es graduà el 1951. Posteriorment, es doctorà a la Universitat d'Amsterdam el 1954, sota la direcció de Jaap Kunst, amb un treball sobre la música javanesa. Fou l'introductor dels estudis d'etnomusicologia a l'UCLA el 1954, i el 1961 fundà, a la mateixa universitat, l'Institute for Ethnomusicology, de gran renom. Molts dels seus estudiants de la UCLA van passar, al seu torn, a ensenyar etnomusicologia, i molts d'ells van fundar programes a universitats, inclosa la Universitat de Califòrnia a Berkeley. El mateix Hood va fundar un programa a la Universitat de Washington, a Seattle, abans de traslladar-se a la Universitat de Califòrnia a Irvine. Hood es va convertir en un dels principals especialistes en música javanesa i balinesa i fou autor de nombrosos articles i llibres, entre els quals The Ethnomusicologist (1971), que ha tingut una gran influència en la disciplina etnomusicològica. Hood ha donat molta importància a l'equilibri entre els estudis etnològics i musicals, com també a la pràctica musical de l'etnomusicòleg en relació amb la cultura estudiada. Durant els anys 1965 i 1967 fou president de la Society for Ethnomusicology. També és conegut com a compositor i com a realitzador de nombrosos enregistraments i films documentals. El 1973 Hood es va traslladar de Los Angeles a Hawaii i va començar a escriure novel·les autoeditades. El 1980, es va traslladar a Maryland on va establir un programa d'etnomusicologia a la Universitat de Maryland, al comtat de Baltimore. Va escriure diversos llibres sobre etnomusicologia i va continuar la docència fins al 1996.
Una de les seves principals aportacions teòriques al seu camp va ser la “bi-musicalitat”, una idea que considera, com a aspecte fonamental del mètode de recerca dels etnomusicòlegs de la tradició occidental, que aquests haurien d'aprendre a tocar la música de les cultures que estudien. Considerada controvertida quan es va publicar el 1960, la teoria s'ha convertit en quelcom establert dins de la disciplina.
Hood es va casar dues vegades. Després que el seu primer matrimoni va acabar en divorci, es tornà a casar amb la seva segona dona, Hazel, que li va sobreviure, juntament amb els seus quatre fills. Precisament els seus fills, el 2011, van fer donació de molts dels primers treballs i correspondència de Hood a l'arxiu d'etnomusicologia de la UCLA.
Hood va morir el juliol del 2005 a casa seva a Ellicott City, a causa va ser complicacions de la malaltia d'Alzheimer.